# Kościół św. Michała Archanioła w Dražovcach
Kościół św. Michała Archanioła w Dražovcach (słow. Kostol svätého Michala archanjela) – kościół z XI lub XII wieku w Dražovcach w kraju nitrzańskim na Słowacji.

## Historia
Wzgórze, na którym znajduje się kościół było zamieszkane przez Słowian, którzy wznieśli tu gród obronny. Pierwszy kościół na miejscu dzisiejszej świątyni stanął w XI wieku i uległ zniszczeniu (zachowały się fundamenty i najniższa część muru). Obecny kościół wzniesiono w XII wieku (lub na przełomie XI i XII wieku; wzmianka o kościele pojawia się w drugim akcie zoborskim z 1113 roku), po uszkodzeniu był restaurowany około XIII wieku. W XVIII wieku zmieniono m.in. wyposażenie wnętrza. W latach 1989–1997 przeprowadzono prace archeologiczne, a po nich nastąpiła renowacja kościoła. Budynek jest w stosunkowo dobrym stanie.
Świątynia należy do Kościoła rzymskokatolickiego, nabożeństwa odbywają się tylko raz w roku, we wspomnienie św. Michała, poza tym w kościele zawierane są małżeństwa.
Wizerunek kościoła widniał na banknocie 50 koron słowackich jako symbol początków chrześcijaństwa na Słowacji.

## Architektura
Kościół góruje nad okolicą, znajduje się na szczycie wzgórza w paśmie Trybecz, na skraju urwiska. Budynek murowany z kamienia z domieszką cegły w stylu romańskim, jednonawowy, na elewacji zachodniej znajduje się wieża. Świątynia o długości 10 metrów, wewnętrzne wymiary nawy to 6,30 x 4,36 metra, apsyda ma 2,90 metra szerokości. Mur zewnętrzny apsydy pokrywa ornament w formie fryzu.
Wewnątrz od zachodu znajduje się empora, do której prowadzą łukowate przejścia w postaci arkad. Wokół kościoła zidentyfikowano 392 groby pochodzące z okresu od XI do XVII wieku.

## Galeria

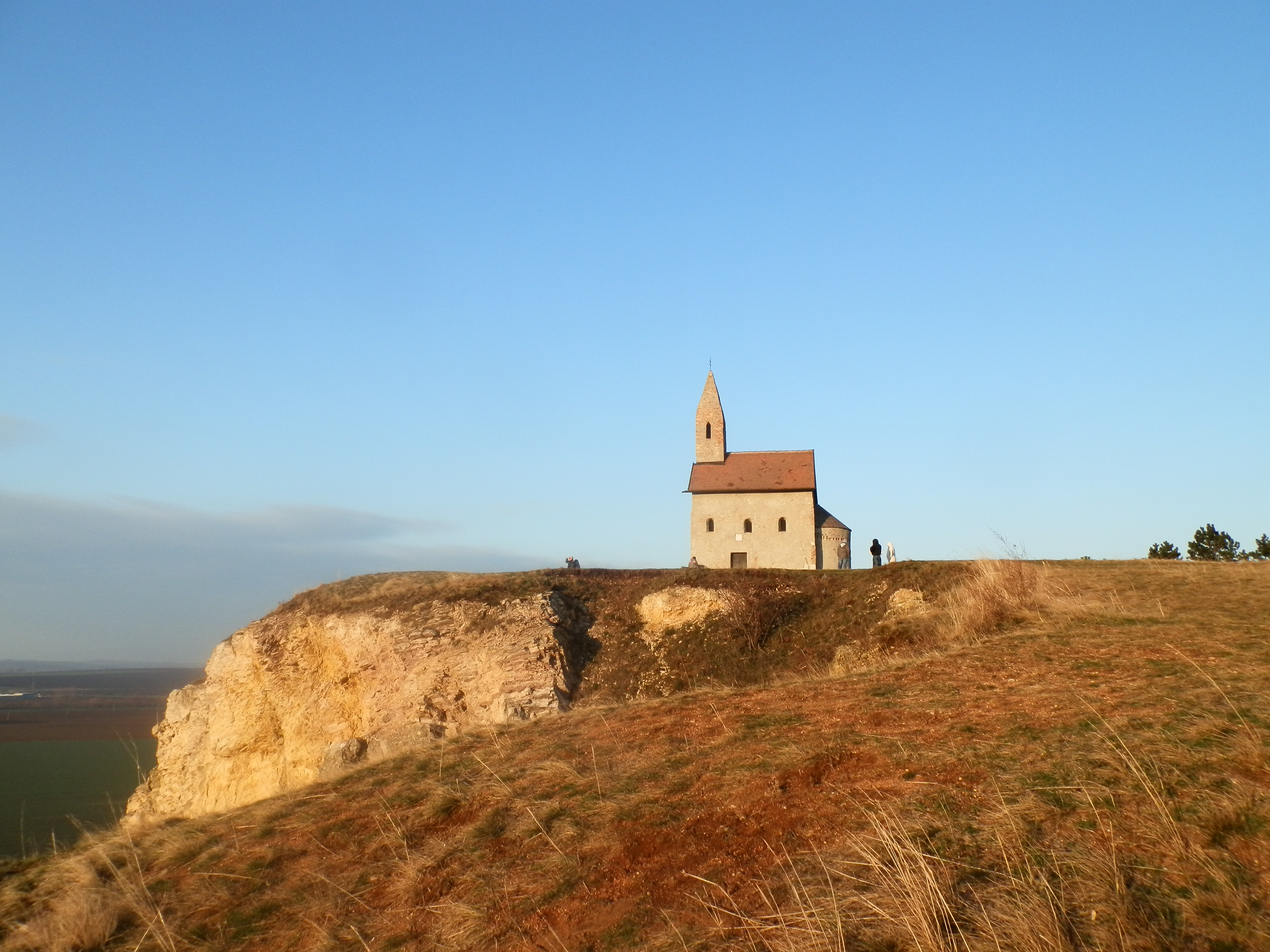
Kościół i urwisko
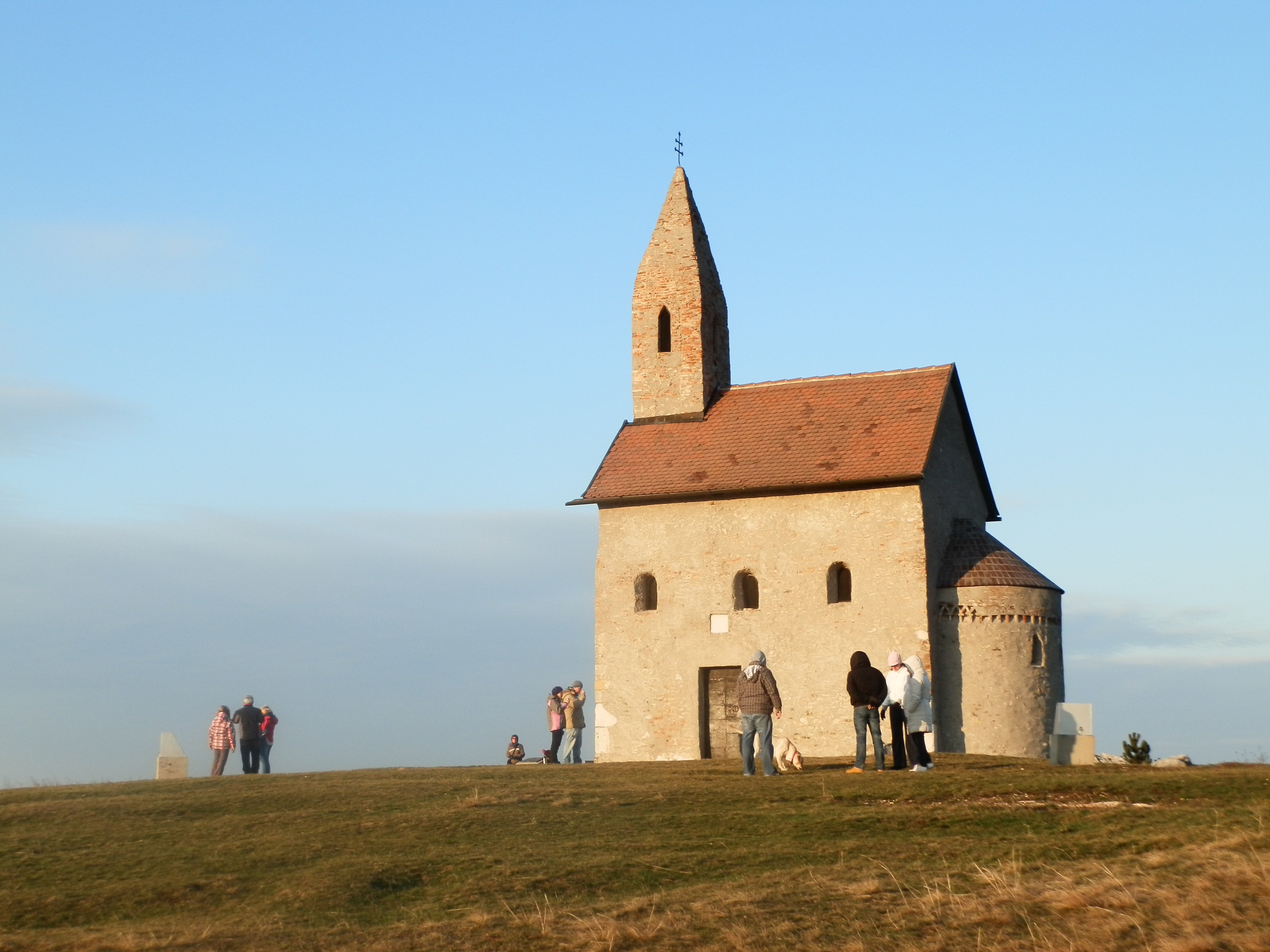
Widok z południa
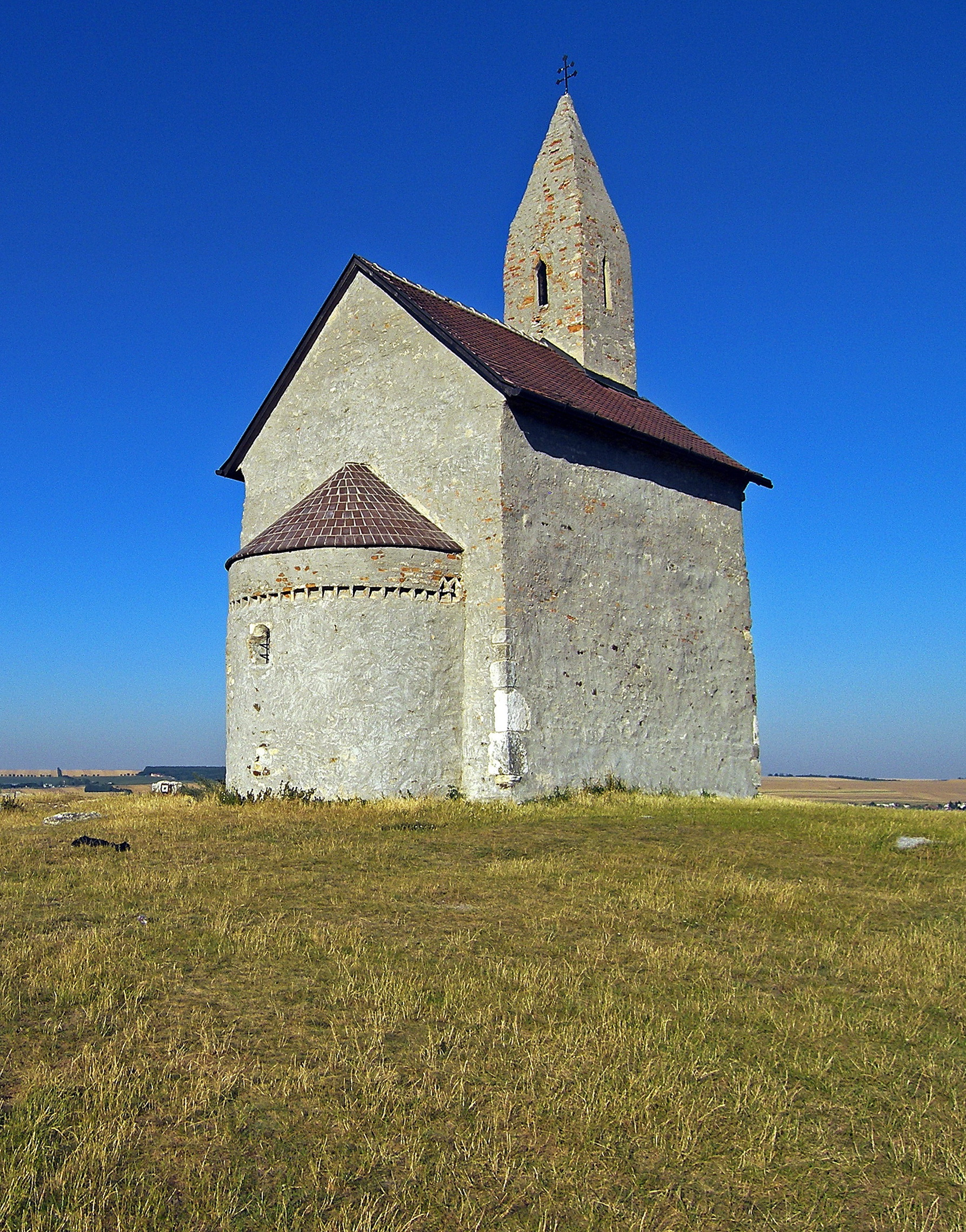
Widok z północnego zachodu
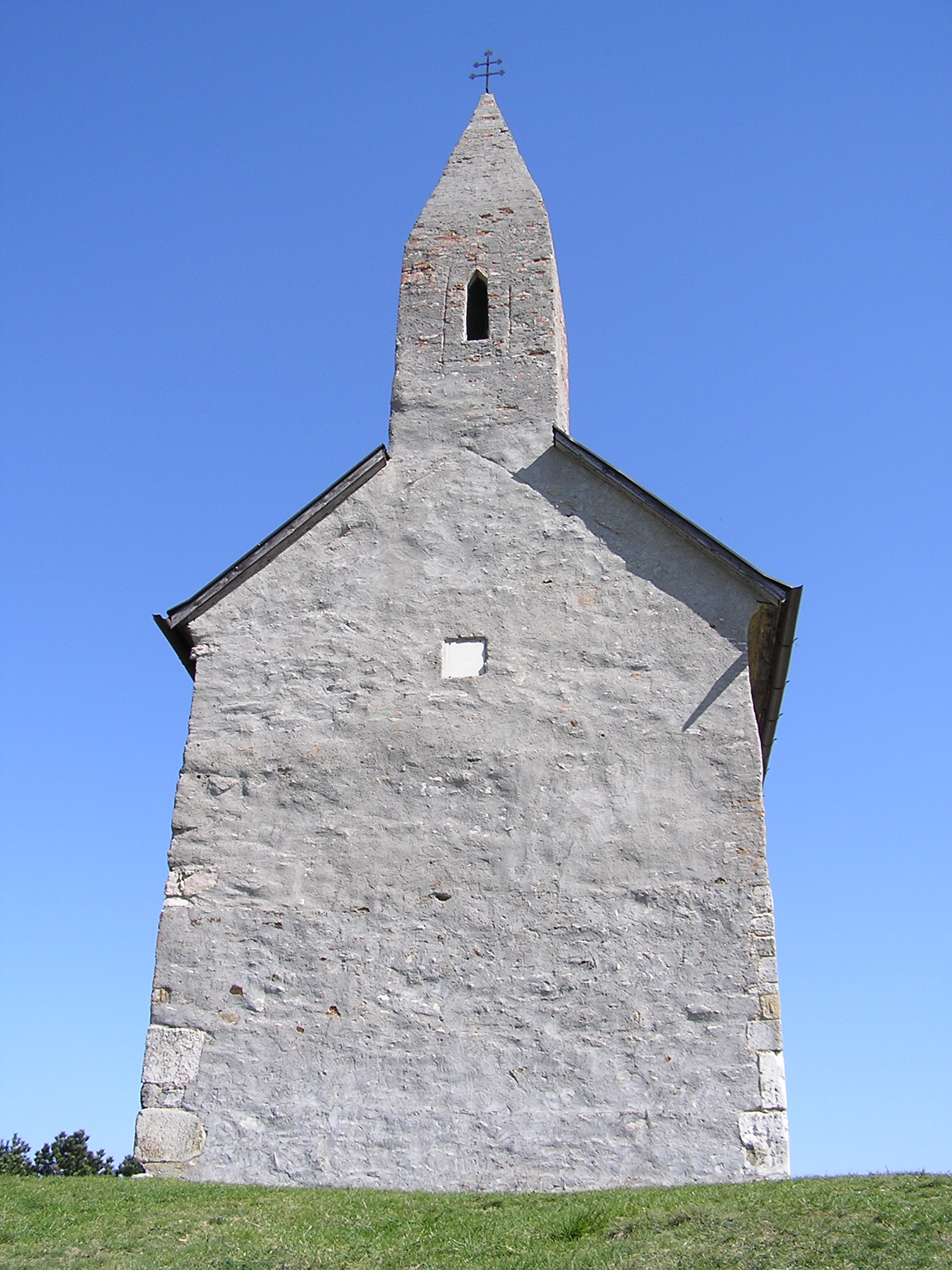
Elewacja frontowa
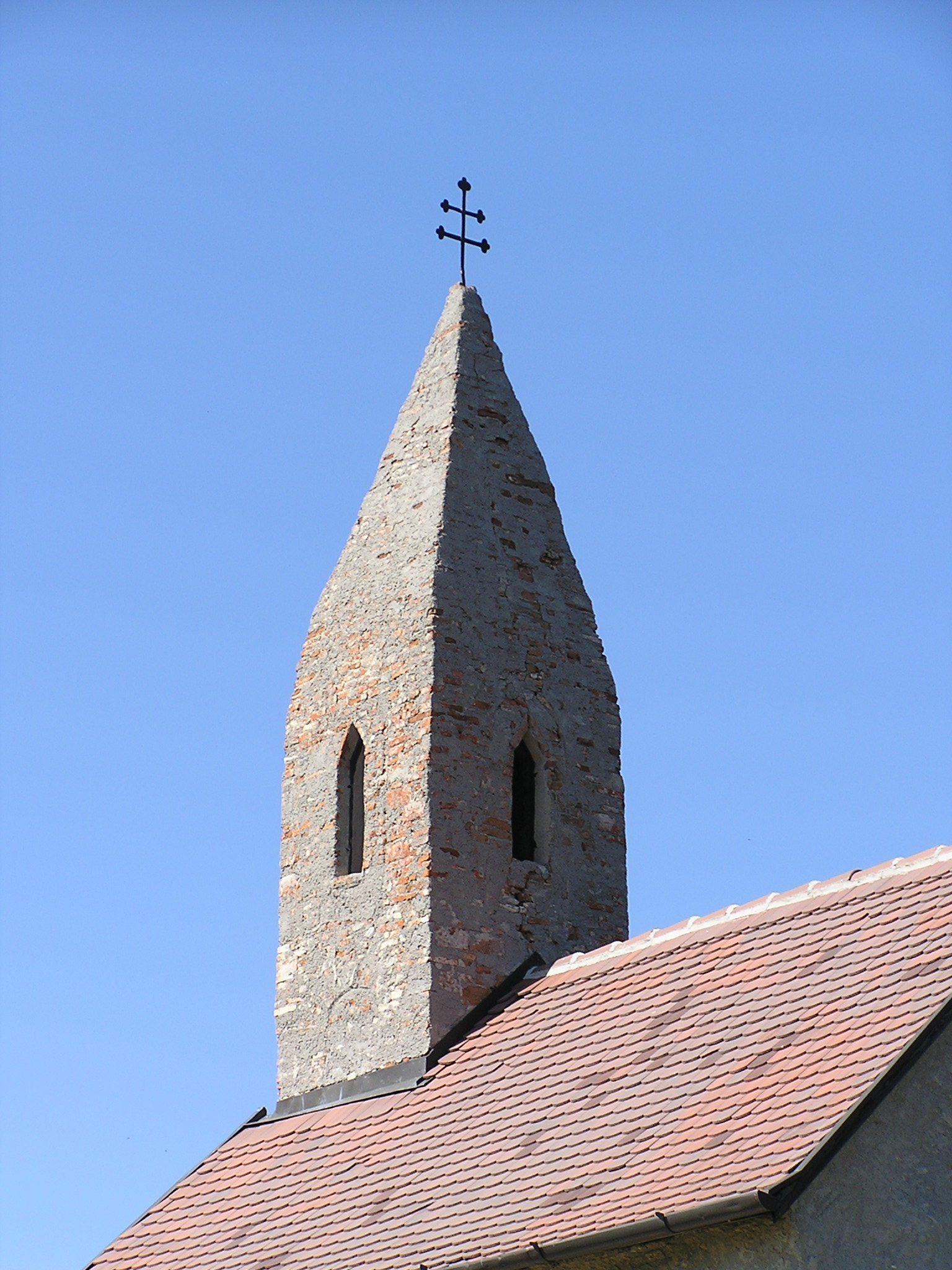
Wieża
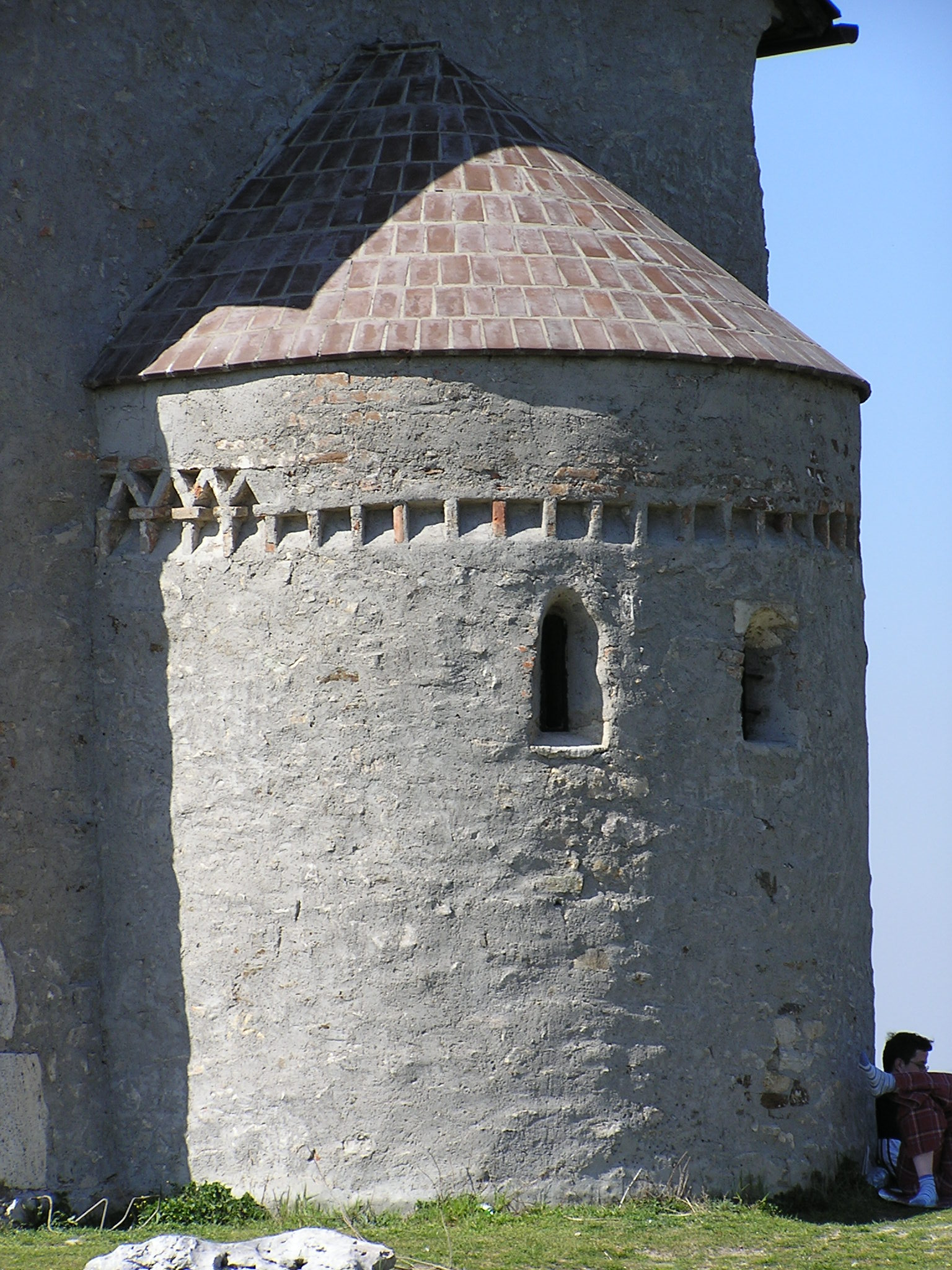
Apsyda
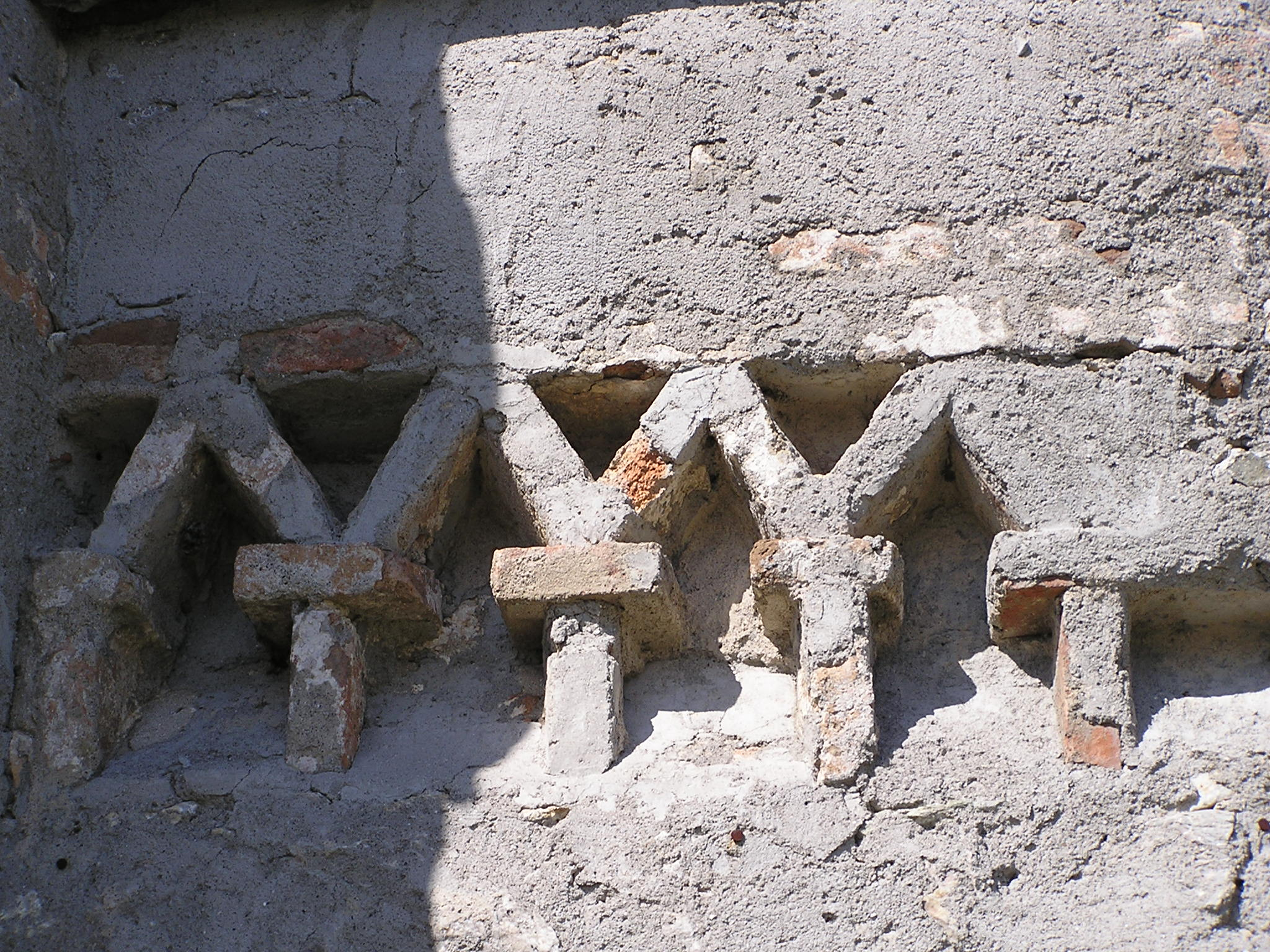
Ornament na murze absydy